# Santa María de Sando
Santa María de Sando is een gemeente in de Spaanse provincie Salamanca in de regio Castilië en León met een oppervlakte van 13,89 km². Santa María de Sando telt 119 inwoners (1 januari 2016).

## Demografische ontwikkeling
Bron: INE, 1857-2011: volkstellingen